# Isma'il Sidqi
Pascià Ismāʿīl Sidqī (in arabo إسماعيل صدقي باشا‎?) (15 giugno 1875 – 9 luglio 1950) è stato un politico egiziano, primo ministro dal 1930 al 1933 e, una seconda volta, nel 1946.

## Vita e carriera politica
Nacque ad Alessandria come Ismāʿīl Saddīq ma il suo nome fu cambiato dopo che esso acquistò un significato negativo.
Sidqī si diplomò nel Collège des Frères e nella Scuola Khediviale di Giurisprudenza, per operare in veste di Sostituto Procuratore Generale. Nel 1899 divenne Segretario amministrativo della Commissione municipale di Alessandria d'Egitto, servendovi fino al 1914, quando fu nominato ministro dell'Agricoltura e, più avanti, ministro dei beni waqf.
Nel 1915, Sidqī si unì al partito Wafd e subì la deportazione a Malta da parte delle autorità britanniche che occupavano il Paese, assieme al fondatore del partito Sa'd Zaghlul e ad altri due esponenti del Wafd.
Al termine del conflitto mondiale, Sidqī lasciò il Wafd. Divenne ministro delle Finanze nel 1921 e nel 1922, nel medesimo anno in cui divenne ministro dell'Interno: carica reiterata dal 1924 al 1925. Dopo di che si ritirò dalla vita politica.
Tornò però alla politica nel 1930, per servire in veste di Primo ministro dal giugno 1930 al settembre del 1933. Fu noto per essere un uomo forte e combatté con decisione il partito Wafd nel quale aveva inizialmente militato. Fu tra i politici egiziani di ogni orientamento che negoziarono il Trattato anglo-egiziano del 1936, che trasformò l'Egitto (pur con vari limiti di sovranità per quanto riguardava le basi militari britanniche e la gestione del Canale di Suez in uno Stato formalmente indipendente e sovrano. 
Nel 1938 Sidqī si ritirò di nuovo dalla politica, per ritornarvi però nel febbraio del 1946 in veste ancora di Primo ministro, con l'incarico di rivedere il Trattato anglo-egiziano. Dopo il fallimento dell'unificazione tra Egitto e Sudan sotto la sovranità egiziana, Sidqī rassegnò le proprie dimissioni l'8 dicembre del 1946 e gli succedette Mahmud al-Nuqrashi Pascià.